# Ruud Bullens
Rudy Alexander Roger (Ruud) Bullens (1951) is een BIG-geregistreerde klinisch psycholoog/psychotherapeut. Hij is werkzaam bij De Waag te Amsterdam en het Diagnostisch Expertise Centrum (DEC) te Amsterdam. Tussen 1999 en 2009 was hij als bijzonder hoogleraar verbonden aan de Vrije Universiteit Amsterdam en als zodanig betrokken bij het Amsterdams Centrum voor Kinderstudies (ACK).
Bullens studeerde orthopedagogiek en werkte voor de stichting Rijnhove. Na meningsverschillen met de arbeidspsychologe Ina Punt richtte hij met Regina Rijpstra en Ad van Vark het Ambulant Bureau Jeugdwelzijnszorg (ABJ) op. Op 27 juni 2001 werd de naam gewijzigd in Stichting FORA. Bullens wordt dikwijls ingeschakeld als getuige-deskundige bij zedenzaken met jeugdige slachtoffers. Daarnaast is hij onder meer actief als behandelaar van plegers van zedendelicten.

## Affaire-Lancee
In 1996 werd Bullens door het ministerie van Justitie ingeschakeld om Bianca Lancee te onderzoeken, de dochter van de politiechef op Schiermonnikoog, René Lancee. Het meisje beschuldigde haar vader van seksueel misbruik. Volgens een door de regiopolitie opgesteld proces-verbaal kwam Bullens tot de voorlopige conclusie, dat de verklaring van Bianca redelijk betrouwbaar en vrij van innerlijke tegenspraak was. Op basis van het verhoor van Bianca en de conclusie van Bullens werd de politiechef door een arrestatieteam van zijn bed gelicht. Later bleek dat de dochter alles had verzonnen.
Bullens bestreed in februari 1997 dat hij had gezegd wat in het proces-verbaal stond. Hij zou juist hebben geadviseerd Willem Wagenaar en Herman Baartman de transcriptie van het verhoor van Bianca te laten analyseren op betrouwbaarheid.

## Hoogleraar forensische diagnostiek
In 1997 liet Bullens twee medewerkers van het Ambulant Bureau Jeugdwelzijnszorg (ABJ), Regina Rijpstra en Ad van Vark, de Landelijke Vereniging Extern Deskundigenbureaus oprichten, waarvan ABJ en een afdeling van Rijnhove lid werden. Op voorstel van deze vereniging stelde de Vrije Universiteit Amsterdam een door deze vereniging bekostigde leerstoel in de forensische diagnostiek in. Op 11 april 1998 werd de vacature voor een bijzonder hoogleraar gepubliceerd. Vervolgens werd Bullens benoemd, waarmee hij dus de academisch titel professor verkreeg.
Begin augustus 2001 bepleitte Bullens overheidstoezicht op deskundigen die onderzoek doen voor justitie en de Raad voor de Kinderbescherming. Ook zou hij toen hebben aangedrongen op overheidstoezicht op FORA.

## Affaire Schiedammer parkmoord
In september 2005 verscheen het rapport van de commissie-Posthumus over de Schiedammer parkmoord. Uit het rapport bleek dat het mede-slachtoffer Maikel zeer hard was verhoord, omdat hij ervan werd verdacht de dader te zijn. Bullens was bij de studioverhoren van de destijds 11-jarige Maikel aanwezig geweest, maar had niet ingegrepen. Hij was zelfs indirect verantwoordelijk voor de hardheid van het verhoor, omdat hij had gesuggereerd dat Maikel een groot geheim zou bezitten. De verhoren stonden vanaf dat moment in het teken van het openbaren van dit geheim.
De publieke verontwaardiging was groot. Bullens verklaarde dat hij bewust niet had ingegrepen, omdat Maikel de verhoren wel aankon; een redenering die werd bestreden door de ouders van Maikel en forensisch psycholoog Corine de Ruiter. Ook werd uit het rapport duidelijk dat Bullens een dubbelrol had gespeeld, en ten minste eenmaal een vertrouwelijk gesprek dat hij met Maikel in zijn spreekkamer voerde, had opgenomen en aan de politie had laten horen – een schending van zijn beroepsgeheim. Volgens het rapport-Posthumus was de rol van Bullens groot en had hij het onderzoek in een bepaalde richting gestuurd.
Op 7 oktober van dat jaar maakten Maikel en zijn vader via hun advocaat bekend, dat ze Bullens dringend hadden verzocht om een gesprek. Van alle betrokkenen had hij als enige nog steeds niets van zich laten horen.
Het televisieprogramma Zembla wijdde op 20 april 2006 een uitzending aan Bullens en met name diens optreden inzake de Schiedammer parkmoord. Verhoren waarbij Bullens aanwezig was geweest werden deels nagespeeld, evenals een gesprek tussen Maikel en hemzelf. Bullens was om medewerking aan de uitzending verzocht, maar liet via zijn advocaat weten dat zijn beroepsgeheim medewerking niet toeliet. Hoogleraar ontwikkelingspsychologie Willem Koops en gerechtspsycholoog Jannie van der Sleen, die de richtlijnen bij het ondervragen van kinderen heeft opgesteld, gaven ontluisterend commentaar op de handelwijze van Bullens.
Later is Bullens door zowel minister Donner, de commissie-Posthumus, diverse Tweede Kamerleden en opinieleiders veroordeeld wegens zijn optreden in deze zaak. Zijn rol bij de politieverhoren van de 11-jarige Maikel zou onbegrijpelijk, onfatsoenlijk en ontoelaatbaar zijn geweest. Bullens bleef toekijken toen rechercheurs Maikel hardhandig ondervroegen over de moord op zijn vriendinnetje Nienke in het Beatrixpark in Schiedam. Daarbij was Maikel zelf ternauwernood aan de dood ontsnapt. Ook greep Bullens niet in, toen de rechercheurs bovenop Maikel gingen zitten en de verwurging naspeelden.
Minister Donner heeft naar aanleiding van alle commotie rondom deze affaire het OM en Justitie opgeroepen dhr. Bullens en FORA niet meer te benaderen voor het doen van onderzoek. Later heeft Bullens in het radioprogramma De Ochtenden van 12 januari 2007 geëist dat Justitie hem nieuwe opdrachten geeft. Hij erkende daarin fouten te hebben gemaakt maar deze zouden van dien aard zijn dat eerherstel op zijn plaats is.

## Klacht
Op 27 mei 2006 schreef NRC Handelsblad dat Bullens zijn beroepsorganisatie, de Nederlandse Vereniging van Pedagogen en Onderwijskundigen (NVO), een klacht tegen zichzelf had laten instellen. Tot deze ongebruikelijke stap zou hij hebben besloten omdat hij ingevolge zijn beroepsgeheim geen uitspraken over zijn betrokkenheid bij de verhoren van Maikel kon doen, en omdat de vader van Maikel geen klacht tegen hem wenst in te dienen (daar deze vreesde dat zijn zoon dan opnieuw zou moeten worden verhoord). In zijn verweerschrift tegen de klacht zou Bullens echter wel op de zaak kunnen ingaan. Hij drong daarin ook aan op betere regelgeving voor de inzet van deskundigen. De NVO sprak de gang van zaken enkele dagen later tegen en stelde dat leden geen klacht tegen zichzelf kunnen (laten) indienen. De informatie waarop NRC Handelsblad zich baseerde zou afkomstig zijn geweest van de advocaat van Bullens.
In april 2006 had de minister van Justitie Donner in het algemeen overleg van de Kamercommissies van Justitie en Binnenlandse Zaken en het daarop volgende debat aangegeven dat Justitie de heer Bullens alleen nog met grote terughoudendheid als deskundige bij verhoren zou inschakelen.
Advocaat-generaal Posthumus, die de evaluatie van de Schiedammer parkmoord heeft geleid, bleef bij de kritiek die zijn commissie uitte op psycholoog Bullens. Dat schreef Posthumus op 7 juli 2006 in het Nederlands Juristenblad (81e jaargang, nr 26) in een reactie op een eerder artikel van Bullens.
Op 27 oktober 2006 deed het College van toezicht van de NVO uitspraak. Het stelde dat Bullens terecht niet had ingegrepen tijdens de politieverhoren omdat politie en justitie verantwoordelijk zijn voor het verhoor. Naar oordeel van het college had Bullens echter op tal van andere punten wel in strijd met zijn beroepscode gehandeld. Daarom kreeg hij een waarschuwing. Hem werd onder andere verweten dat hij verwarring had gezaaid over zijn rol in het politieonderzoek, dat hij had verzuimd schriftelijke afspraken te maken over zijn rol, dat hij onvoldoende had nagedacht of hij al zijn opdrachten kon combineren, en dat hij zonder toestemming te vragen een bandopname van een vertrouwelijk gesprek met Maikel aan de politie had gegeven. De NVO besloot naar aanleiding van de zaak richtlijnen te ontwikkelen.